# Sortie de route (film, 2003)
Pour plus de détails, voir Fiche technique et Distribution.
Sortie de route (La flaqueza del bolchevique, littéralement « La faiblesse du bolchevique ») est un film espagnol réalisé par Manuel Martín Cuenca et sorti en 2003.
Il s'agit d'une adaptation du roman de Lorenzo Silva publié en 1997, finaliste du prix Nadal.

## Synopsis
À la suite d'un accident de voiture, Pablo López, un homme d'affaires frustré, rencontre María, une adolescente de 14 ans. Une relation s'installe entre eux...

## Fiche technique
- Titre original : La flaqueza del bolchevique
- Réalisation : Manuel Martín Cuenca
- Scénario  Manuel Martín Cuenca et Lorenzo Silva
- Musique : Roque Baños
- Photographie : Alfonso Parra
- Montage : Nacho Royo et Pelayo Gutiérrez
- Costumes : Eva Arretxe
- Production : José A. Romero
- Pays d'origine :  Espagne
- Langue originale : espagnol

## Distribution
- Luis Tosar : Pablo López
- María Valverde : María
- Mar Regueras : Sonsoles
- Nathalie Poza : Eva
- Manolo Solo : Francisco
- Rubén Ochandiano : Manu
- Jordi Dauder : Alfredo
- Enriqueta Caballeira : Dolores
- Yolanda Serrano : Alba